# Gottscheer Bote
Gottscheer Bote (sl. Kočevski kurir) je bil časopis, ki je med letom 1904-1919 izhajal v Kočevju. Dvakrat mesečno je izšel pri tiskarju Jožefu Pavličku. Časopis je bil namenjen kočevskim nemcem in je nadomestil časopis Gottscher Mitteilungen (sl. Kočevska sporočila), ki je do takrat enkrat mesečno izhajal na Dunaju, pod uredništvom Franza Obermanna. Z zadnjem letu izhajanja, je Gottscher Bote izhajal trikrat mesečno.